# Station Gdańsk Przymorze-Uniwersytet
Station Gdańsk Przymorze-Uniwersytet is een spoorwegstation in de Poolse plaats Gdańsk.